# Niederländer in Deutschland

Regionale Verteilung der niederländischen Staatsbürger 2021

Niederländer in Deutschland ist ein Sammelbegriff für ethnische Niederländer, die nach Deutschland übergesiedelt sind oder die in Deutschland wohnen und einen entsprechenden Hintergrund aufweisen.

## Statistisches

### Anzahl
Im Jahr 2019 lebten 151.145 niederländische Staatsangehörige in Deutschland, die wirkliche Anzahl an ethnischen Niederländern ist vermutlich aber höher, da manche von ihnen nur die deutsche Staatsbürgerschaft besitzen und somit nicht in der Statistik erfasst werden können.
| Anzahl der Niederländer nach Bundesland |          |
| Bundesland                              | Personen |
| Baden-Württemberg                       | 7.955    |
| Bayern                                  | 9.660    |
| Berlin                                  | 8.055    |
| Brandenburg                             | 1.100    |
| Bremen                                  | 1.120    |
| Hamburg                                 | 2.605    |
| Hessen                                  | 8.125    |
| Mecklenburg-Vorpommern                  | 820      |
| Niedersachsen                           | 29.865   |
| Nordrhein-Westfalen                     | 70.150   |
| Rheinland-Pfalz                         | 6.530    |
| Saarland                                | 640      |
| Sachsen                                 | 1.065    |
| Sachsen-Anhalt                          | 750      |
| Schleswig-Holstein                      | 2.180    |
| Thüringen                               | 530      |

### Alter
Das Durchschnittsalter der niederländischen Staatsbürger in Deutschland liegt bei 48,5 Jahren, der Median zwischen 50 und 55 Jahren.

### EU-Vergleich
Die niederländische Bevölkerung liegt im Vergleich zu Staatsangehörigen anderer EU-Staaten in Deutschland auf Platz 10, gleich nach Österreich mit 176.725 und vor Frankreich mit 140.290 Landsleuten.

## Geschichte

### Bis zum 20.Jahrhundert
Ende des 19. Jahrhunderts setzten erste nennenswerte Einwanderungen aus den Niederlanden nach Deutschland ein.
Während der deutschen Besatzung der Niederlande im Zweiten Weltkrieg wurden schätzungsweise 300.000 bis 500.000 Niederländer zwangsweise als Arbeiter nach Deutschland geholt, beispielsweise für den Bau des Atlantikwalls. Die meisten Arbeiter blieben aber in Deutschland nicht sesshaft, sondern kehrten wieder in die Niederlande zurück, sobald sich ihnen Gelegenheit dazu bot.
Nach dem Ende des Kriegs war die Wahrnehmung Deutschlands in der niederländischen Bevölkerung überwiegend negativ und durch Misstrauen geprägt, wie 1993 in der Clingendael-Studie festgestellt wurde. Deswegen war vorerst auch der Bevölkerungsaustausch zwischen den beiden Staaten gering. Erst mit den jüngeren Generationen hat ein Wandel in dieser Anschauung stattgefunden, wodurch nun auch die Auswanderung nach Deutschland wieder hemmungsloser stattfindet.

### Aktuelle Entwicklung
Gerade in grenznahen Regionen zu den Niederlanden gibt es eine stabile Einwanderungsquote. Ein Grund dafür ist, dass für viele Niederländer der Grundstückerwerb in Deutschland sehr lukrativ ist. Auch die verhältnismäßig geringen Unterschiede zwischen der deutschen und niederländischen Sprache und Kultur begünstigen die stetige Übersiedlung nach Deutschland. Wahlweise wird in einigen Schulen im grenznahen Gebieten auch Niederländisch als Fremdsprache unterrichtet.
Allein in den letzten 20 Jahren sind in Deutschland rund 40.000 niederländische Staatsbürger hinzugekommen.

## Religion
In den Niederlanden kommen, wie auch in Deutschland, sowohl der Protestantismus wie auch der Katholizismus vor. Der Protestantismus überwiegt traditionell jedoch wegen der Calvinisierung, die bis ins 19. Jahrhundert stattgefunden hat. Als gegen Ende des 19. Jahrhunderts vermehrt Arbeiter aus den Niederlanden nach Deutschland übersiedelten, gründeten sie 1898 in Duisburg eine niederländische protestantische Kirche, die Nederlandse Kerk in Duitsland (NKiD). Diese besteht bis heute und ist in ganz Deutschland aktiv.

## Diplomatische Vertretungen
Neben der Botschaft der Niederlande in Berlin gibt es zahlreiche kleinere regionale Vertretungen in den aufgezählten Städten.

### Generalkonsulate
- Düsseldorf
- München

### Honorarkonsulate
- Aachen
- Bremen
- Emden
- Flintbek
- Frankfurt am Main
- Hamburg
- Hannover
- Hersbruck
- Kleve
- Köln
- Münster
- Stuttgart

## Berühmte Niederländer in Deutschland
- Rainer Bonhof (* 1952), ehemaliger Fußballtrainer und -spieler
- Rudi Carrell (1934–2006), Showmaster, Schauspieler und Sänger
- Robin Gosens (* 1994), Fußballspieler
- Johannes Heesters (1903–2011), Schauspieler und Sänger
- Marc Jongen (* 1968), Politiker und Mitglied des Bundestags (AfD)
- Arie van Lent (* 1970), ehemaliger Fußballspieler
- Sylvie Meis (* 1978), Moderatorin und Model
- Louise Henriette von Oranien-Nassau (1627–1667), Kurfürstin von Brandenburg, Ehefrau des Großen Kurfürsten
- Menno Simons (1496–1561), christlicher Theologe und Namensgeber der Freikirche der Mennoniten
- Kees de Vries (* 1955), Politiker und ehemaliges Mitglied des Bundestags (CDU).
- Willi Lippens (* 1945), niederländischer Fußballnationalspieler - Rot Weiß Essen

## Trivia
Die niedersächsische Gemeinde Zeven wird als die „größte niederländische Stadt außerhalb der Niederlande“ bezeichnet, da dort zahlreiche ehemalige niederländische Soldaten ansässig sind.
Traditionell gibt es im Nordwesten Deutschlands sehr enge Beziehungen zu den Niederlanden.